# Boberská vrchovina
Boberská vrchovina je geomorfologický podokrsek Broumovské vrchoviny nacházející se v okolí města Žacléře.

## Geomorfologie
Boberská vrchovina spadá do geomorfologického celku Broumovská vrchovina, podcelku Žacléřská vrchovina a okrsku Bernartická vrchovina. Bezprostředně přiléhá k východnímu okraji Krkonoš. Hranice s nimi je uměle stanovena na vrstevnici 645 m n. m. východního svahu Rýchor, což je zároveň i nejvyšší dosažená nadmořská výška v rámci vrchoviny. Jižní hranice s Krkonošským podhůřím prochází prostorem obce Babí a východní hranice se sousedním podokrskem v rámci Broumovské vrchoviny Královeckou vrchovinou je vedena po linii Důlního potoka a říčky Ličné. Na severu se nachází státní hranice s Polskem.

## Významné vrcholy
Odhlédneme-li od faktu, že nejvyšší nadmořská výška je stanovena na vrstevnici 645 m n. m. ve východním svahu Krkonoš, je nejvyšším vrcholem Boberské vrchoviny vrch Na Popravišti (635 m) nacházející se jihovýchodně od Žacléře. Dalším významným vrcholem je Stachelberg (634 m) se stejnojmennou dělostřeleckou tvrzí předválečného československého opevnění.

## Vodstvo
Boberská vrchovina se nachází na hlavním evropském rozvodí Severního a Baltského moře. Severní okraj odvodňuje horní tok řeky Bobr, která pramení ve svahu krkonošského Žacléřského hřbetu, protéká Boberskou vrchovinou a odtéká do Polska, kde se zleva vlévá do Odry. Největší část vrchoviny odvodňuje říčka Ličná, jihozápadní okraj pak Babský potok. Oba toky jsou pravými přítoky Úpy.

## Komunikace
Nejdůležitější komunikací procházející přes vrchovinu je silnice II/300 z Trutnova do Žacléře, dále se jedná o silnice místního významu. Ze severovýchodu do vrchoviny přichází odbočná železniční trať z Královce, která v Žacléři končí. Z turistických tras je nejvýznamnější červeně značená Cesta bratří Čapků spojující Krkonoše s Trutnovem.

## Výstavba
Většina občanské zástavby v Boberské vrchovině spadá pod město Žacléř a jeho místní části (Bobr, Prkenný Důl), severovýchodní okraj lemuje zástavba Lampertic, na jihovýchodním okraji se nachází Křenov, z jihozápadu do ní zasahuje obec Babí. Dále lze zmínit objekty linie československého opevnění, která vrchovinou prochází v prostoru Stachelbergu. Stejnojmenná dělostřelecká tvrz je muzejně zpřístupněna. V Prkenném Dole se nachází lyžařské centrum, jehož součástí je i lanová dráha Karolínka.